# Samira Hashi
Samira Hashi là một người mẫu gốc Somalia, nhà hoạt động xã hội và nhân viên cộng đồng có trụ sở tại London.

## Sự nghiệp, hoạt động và mạo hiểm khác
Samira Hashi chuyển đến Anh năm 3 tuổi với mẹ Lul Musse và bà ngoại Faduma khi cuộc nội chiến ở Somalia bắt đầu. Cô bắt đầu làm người mẫu từ năm 17 tuổi sau khi thường xuyên bị các công ty người mẫu dừng lại. Cô đã thường xuyên thực hiện các buổi chụp hình, biên tập, trình diễn thời trang, chiến dịch người mẫu và các sàn diễn quảng cáo. Cô cũng tham gia vào công việc từ thiện. Cô là người chiến thắng giải thưởng Fashion4 Africa 2011.
Cô được quay trong một bộ phim tài liệu về đất nước khai sinh của mình với BBC3. Trong phim, cô thảo luận về thực hành cắt âm vật (FGM), và các vấn đề khác mà cô tuyên bố là gây khó chịu cho Somalia. Khi trở về London, cô bắt đầu chiến dịch với Save the Children, để làm nổi bật những vấn đề như vậy và nói "Tôi đến trường với số lượng lớn các cô gái Somalia, và họ luôn có vẻ sốc vì đó là một phần của lịch sử và văn hóa của chúng tôi. Chúng ta cần phụ nữ nói về kinh nghiệm của họ, đàn ông nói về kinh nghiệm hôn nhân của họ, giáo sĩ để giải thích nó không liên quan đến tôn giáo và bác sĩ để nói về những vấn đề mà nó gây ra. Sau đó, mọi thứ sẽ thay đổi - khi chúng ta thảo luận về những gì FGM đang thực sự làm ".